# Cine de Corea del Sur

Imagen ilustrativa de una claqueta con la bandera de Corea del Sur.

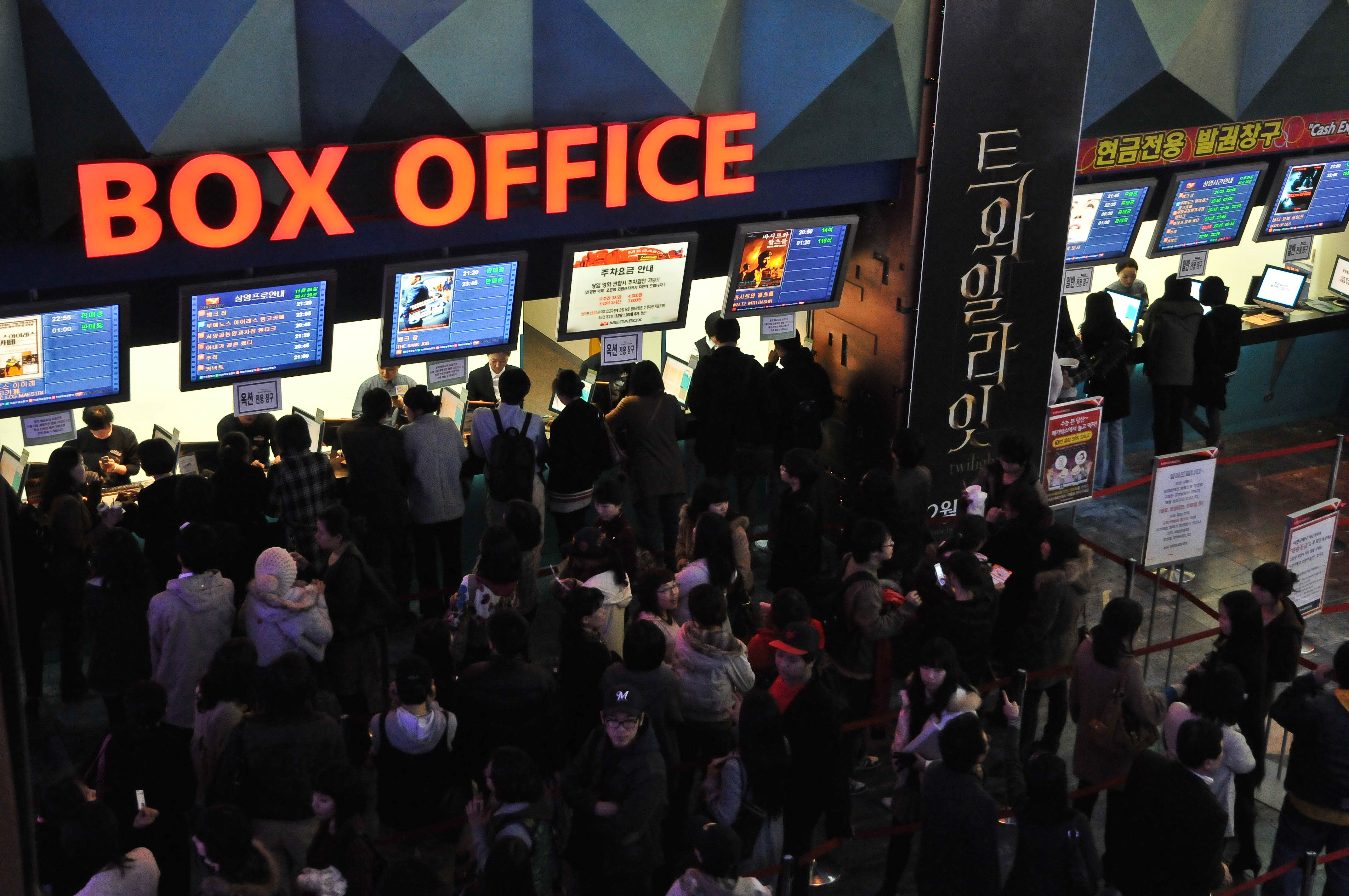
Sala de cine en Seúl

La industria cinematográfica de Corea del Sur inició en la década de 1940 y continúa vigente. Las películas surcoreanas han sido fuertemente influenciadas por eventos como la ocupación japonesa, la Guerra de Corea, la censura del gobierno, la globalización y la democratización del país asiático. El término Chungmu es usado frecuentemente como un metónimo para dicha industria.
La edad de oro del cine surcoreano de mediados del siglo XX produjo dos de las consideradas mejores películas surcoreanas de todos los tiempos, The Housemaid (1960) y Obaltan (1961), mientras que el resurgimiento de la industria con la nueva ola del cine coreano desde finales de los años 1990 hasta el presente produjo las dos películas más taquilleras del país, The Admiral: Roaring Currents (2014) y Extreme Job (2019), así como producciones ganadoras de premios en el circuito de festivales, entre las que destacan la ganadora del León Dorado Pietà (2012) y la ganadora de la Palma de Oro y el Óscar a mejor película Parásitos (2019), además de clásicos de culto internacionales como Oldboy (2003), Snowpiercer (2013) y Train to Busan (2016).
Con el creciente éxito mundial y la globalización de la industria cinematográfica surcoreana, en las dos últimas décadas se ha podido ver a actores como Lee Byung-hun y Bae Doona protagonizar películas estadounidenses, a cineastas como Park Chan-wook y Bong Joon-ho dirigir largometrajes en inglés y a actores con nacionalidad estadounidense como Steven Yeun y Ma Dong-seok protagonizar películas surcoreanas. El Festival Internacional de Cine de Busan también ha crecido hasta convertirse en uno de los mayores festivales temáticos de Asia.
Algunos estudios cinematográficos estadounidenses también han establecido filiales en el país asiático como Warner Bros. Korea y 20th Century Fox Korea para financiar películas surcoreanas como The Age of Shadows (2016) y The Wailing (2016), compitiendo directamente con las cuatro grandes empresas nacionales de producción y distribución cinematográfica: Lotte Cultureworks, CJ Entertainment, Next Entertainment World y Showbox. La plataforma digital Netflix también ha entrado en el país como productora y distribuidora de películas en su búsqueda de nuevos mercados.

## Historia

### Rendición de Japón y Guerra de Corea (1945-1953)

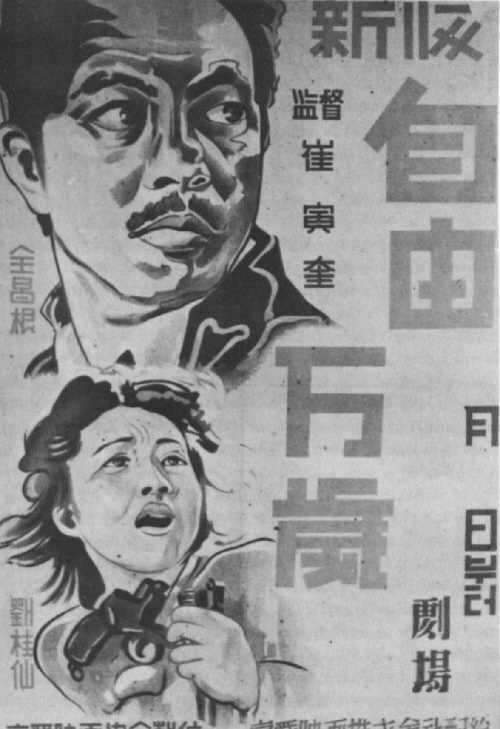
Afiche promocional de la película Viva Freedom! (1946)

Con la rendición de Japón en 1945 y la subsiguiente liberación de Corea, la libertad se convirtió en el tema predominante del cine surcoreano a finales de los años 1940 y principios de la siguiente década. Una de las películas más significativas de esta época es Viva Freedom! del director Choi In-gyu (1946), notable por representar el movimiento de independencia. La película fue un gran éxito comercial porque aprovechó el entusiasmo del público por la reciente liberación del país.
Sin embargo, durante la Guerra de Corea, la industria cinematográfica se estancó y sólo se produjeron catorce películas entre 1950 y 1953, las cuales con el tiempo se extraviaron. Tras el armisticio de la Guerra de Corea en 1953, el presidente surcoreano Syngman Rhee intentó rejuvenecer la industria cinematográfica eximiéndola de impuestos. Además, la ayuda extranjera que llegó al país después de la guerra proporcionó a los cineastas surcoreanos equipo y tecnología para producir una mayor cantidad de obras fílmicas.

### Era dorada (1955-1972)

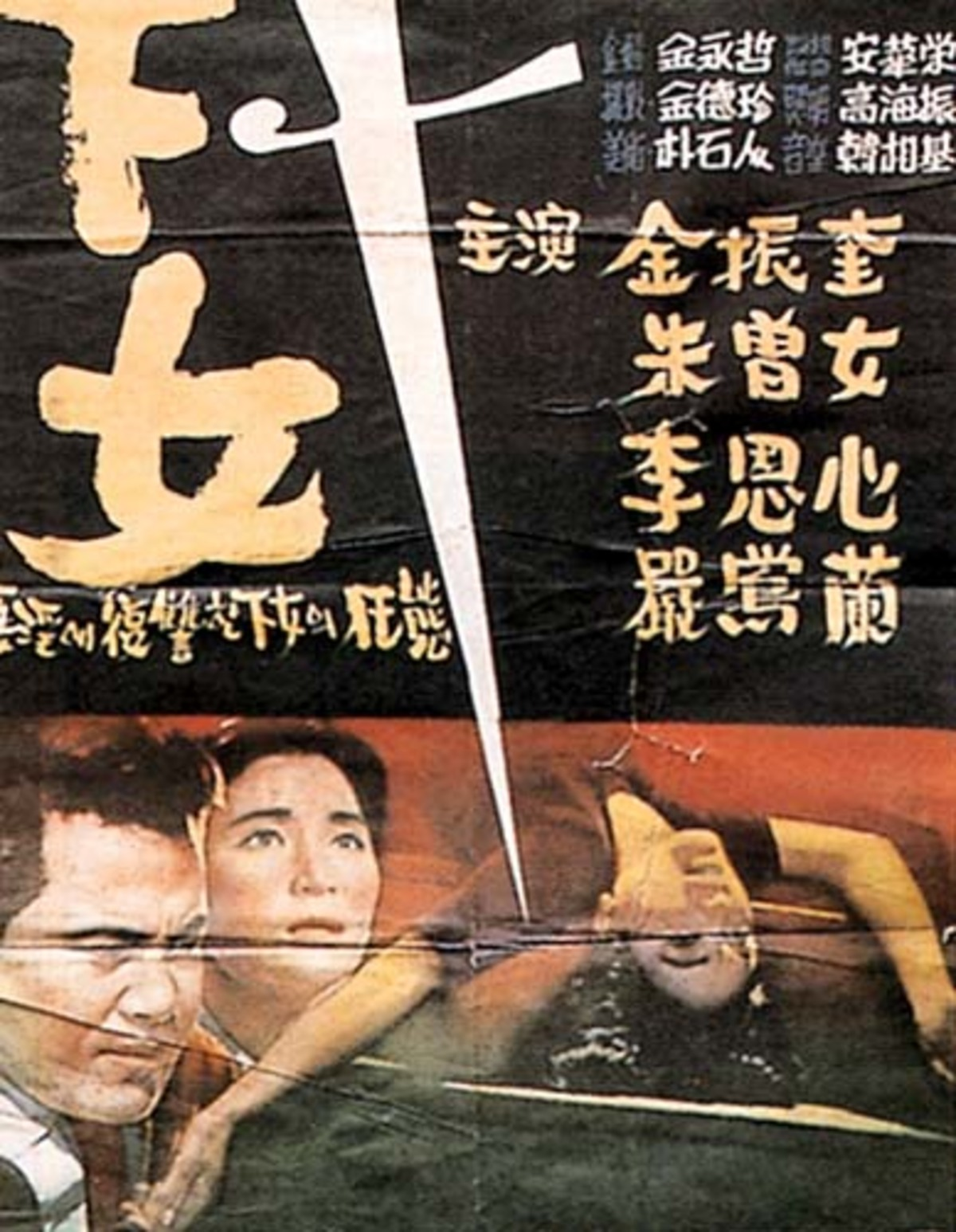
Afiche del largometraje de 1960 The Housemaid

Aunque los cineastas seguían sujetos a la censura del gobierno, Corea del Sur experimentó una edad de oro cinematográfica, en la que se produjeron principalmente películas de corte dramático, a partir de mediados de la década de 1950. El número de películas realizadas en Corea del Sur aumentó de sólo 15 en 1954 a 111 en 1959.
Una de las películas más populares de la época, Chunhyang-jeon (1955) de Lee Kyu-hwan, atrajo al diez por ciento de la población de Seúl a los cines. Sin embargo, mientras Chunhyang-jeon volvía a contar una historia tradicional coreana, otra película popular de la época, Madame Freedom de Han Hyung-mo, relataba una historia moderna sobre la sexualidad femenina y los valores occidentales.
Los cineastas surcoreanos disfrutaron de una breve libertad de expresión a principios de los años 1960 entre los gobiernos de Syngman Rhee y Park Chung-hee. Las destacadas The Housemaid de Kim Ki-young (1960) y Obaltan de Yu Hyun-mok (1961) fueron producidas durante ese tiempo. The Coachman de Kang Dae-jin (1961) se convirtió en la primera película surcoreana en ganar un premio en un festival internacional de cine al obtener el Oso de Plata en el Festival Internacional de Cine de Berlín de 1961.
Cuando Park Chung-hee se convirtió en presidente en funciones en 1962, el control del gobierno sobre la industria cinematográfica aumentó sustancialmente. En virtud de la Ley del Cine de 1962, se promulgaron medidas cada vez más restrictivas que limitaban las películas importadas en el marco de un sistema de cuotas. Las nuevas regulaciones también redujeron el número de empresas de producción cinematográfica nacionales de 71 a 16 en un año. La censura gubernamental se centró en la obscenidad, el comunismo y los temas antipatrióticos en las obras cinematográficas.
Sin embargo, el límite de esta nueva ley sobre las películas importadas dio lugar a un auge de las películas nacionales. Los cineastas surcoreanos tuvieron que trabajar rápidamente para satisfacer la demanda del público, y muchas películas se rodaron en sólo unas pocas semanas. Durante la década de 1960, los cineastas surcoreanos más populares estrenaban de seis a ocho películas por año. Por ejemplo, el cineasta Kim Soo-yong estrenó diez filmes en 1967, incluyendo a Mist, considerada su mejor obra.
En 1967 se estrenó el primer largometraje de animación de Corea del Sur, Hong Kil-dong, seguido de un puñado de películas animadas, incluyendo a Golden Iron Man (1968), la primera película de animación de ciencia ficción del país asiático.

### Censura y propaganda (1973-1979)

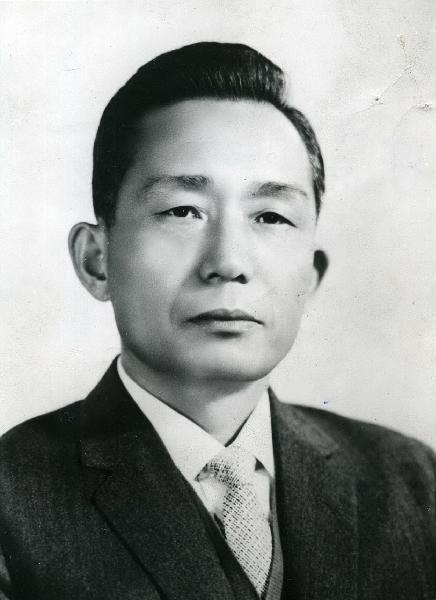
Durante el mandato del dictador Park Chung-hee, el control sobre la industria del cine en Corea del Sur alcanzó su punto álgido

El control gubernamental de la industria cinematográfica de Corea del Sur alcanzó su punto álgido durante los años 1970 bajo el autoritario "Sistema Yusin" de Park Chung-hee. Se creó entonces la Corporación de Promoción Cinematográfica de Corea en 1973, aparentemente para apoyar y promover la industria cinematográfica del país, pero su principal propósito era controlar la industria y promover el apoyo "políticamente correcto" a la censura y los ideales del gobierno. Según la Guía Internacional de Cine de 1981, "Ningún país tiene un código de censura cinematográfica más estricto que Corea del Sur, con la posible excepción de los norcoreanos y algunos otros países del bloque comunista".
Sólo los cineastas que habían producido anteriormente películas "ideológicamente sólidas" y que se consideraban leales al gobierno tuvieron la posibilidad de estrenar nuevas películas durante este periodo. Los miembros de la industria cinematográfica que trataban de eludir las leyes de censura eran puestos en una lista negra y a menudo eran encarcelados. Uno de esos cineastas de la lista negra, el prolífico director Shin Sang-ok, fue secuestrado por el Gobierno de Corea del Norte en 1978 después de que el Gobierno de Corea del Sur revocara su licencia de realización de películas en 1975.
Las películas cargadas de propaganda (o "películas políticas") producidas en la década de 1970 eran impopulares entre un público que se había acostumbrado a ver en pantalla obras más reales e independientes durante las décadas de 1950 y 1960. Además de la interferencia del gobierno, los cineastas surcoreanos comenzaron a perder su público ante el auge de la televisión, y la asistencia a las salas de cine disminuyó en más del 60 por ciento entre 1969 y 1979.
Entre las películas que fueron populares entre el público durante esta época se encuentran Yeong-ja's Heydays (1975) y Winter Woman (1977), ambas éxitos de taquilla dirigidas por Kim Ho-sun. A pesar del evidente contenido sexual en ambas producciones, el gobierno permitió su estreno, por lo que este género se hizo muy popular durante los años 1980.

### Recuperación (1980-1996)
En la década de 1980, el gobierno de Corea del Sur comenzó a relajar la censura y el control a la industria del cine. La Ley del Cine de 1984 permitió a los cineastas independientes comenzar a producir sus obras, y la revisión de la ley de 1986 permitió que se importaran más películas al país.
Mientras tanto, los filmes surcoreanos comenzaron a llegar al público internacional por primera vez de manera significativa. Mandala (1981) de Im Kwon-taek, ganó el Gran Premio en el Festival de Cine de Hawái de 1981 y llevó a Im a convertirse en el primer director surcoreano en proyectar su obra en festivales de cine europeos. Su película Gilsoddeum (1986) se exhibió en el 36º Festival Internacional de Cine de Berlín, y la actriz Kang Soo-yeon ganó el premio a la mejor actriz en el Festival Internacional de Cine de Venecia de 1987 por su papel en la película de Im, The Surrogate Woman.
En 1988, el gobierno de Corea del Sur levantó todas las restricciones a las películas extranjeras, y las compañías cinematográficas estadounidenses comenzaron a establecer oficinas en el país. Para que las películas nacionales pudieran competir, el gobierno volvió a imponer una cuota de pantalla que requería que las salas de cine mostraran producciones nacionales durante al menos 146 días al año. Sin embargo, la cuota de mercado de las películas nacionales fue sólo del 16% en 1993.
La industria cinematográfica del país cambió una vez más en 1992 con el éxito de Marriage Story de Kim Ui-seok, estrenada por Samsung y convirtiéndose en la primera película surcoreana estrenada por un conglomerado empresarial conocido como chaebol, lo que allanó el camino para que otros conglomerados entraran en la industria del cine utilizando un sistema integrado de financiación, producción y distribución.

### Renacimiento (1997-presente)
Como resultado de la crisis financiera asiática de 1997, muchos chaebols comenzaron a reducir su participación en la industria fílmica. Sin embargo, ya habían sentado las bases para un renacimiento de la cinematografía surcoreana apoyando a los jóvenes directores e introduciendo buenas prácticas comerciales en la industria. El nuevo cine coreano, que incluye éxitos de taquilla y películas de género creativo, comenzó a surgir a finales de la década de 1990 y en la década de 2000.

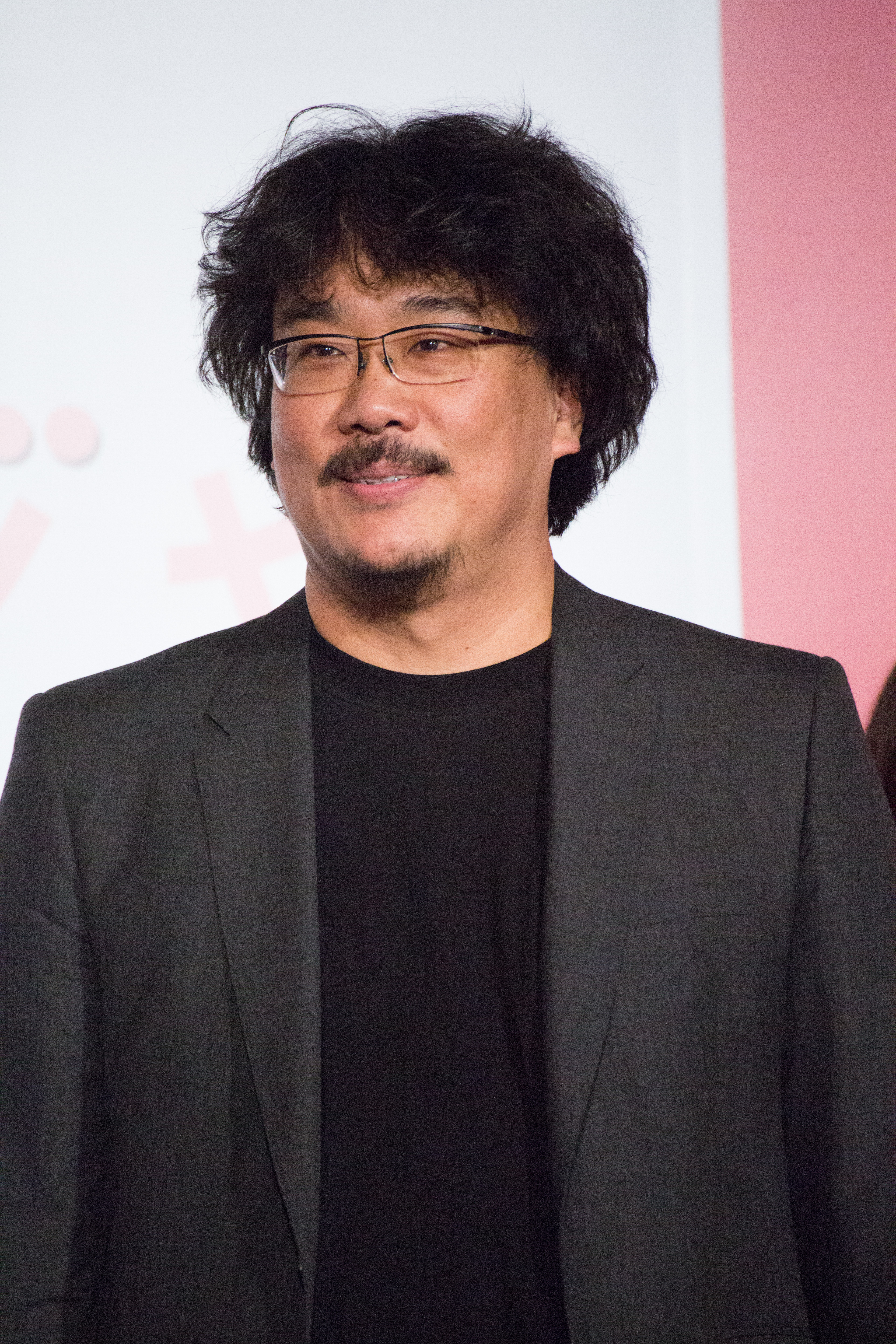
Bong Joon-ho es uno de los cineastas surcoreanos más reconocidos en la actualidad

A finales de los años 1990, el cine surcoreano tuvo un éxito de taquilla superior al de las películas de Hollywood, debido en gran parte a las leyes de cupos de pantalla que limitaban el público que veía películas extranjeras. Promulgada por primera vez en 1967, la cuota de pantalla de Corea del Sur impuso restricciones al número de días al año en que las películas extranjeras podían exhibirse en cualquier sala de cine, lo que generó críticas por parte de los distribuidores extranjeros. Como requisito previo a las negociaciones con los Estados Unidos para un acuerdo de libre comercio, el gobierno coreano redujo su cuota de pantalla anual para las películas nacionales de 146 días a 73 (lo que permitió que entraran más películas extranjeras en el mercado).
Uno de los primeros éxitos de taquilla fue Shiri (1999) de Kang Je-gyu, un largometraje sobre un espía norcoreano en Seúl. Fue la primera película en la historia de Corea del Sur en vender más de dos millones de entradas sólo en la capital del país. A Shiri le siguieron otros éxitos de taquilla como Joint Security Area de Park Chan-wook (2000), My Sassy Girl de Kwak Jae-yong (2001), Friend de Kwak Kyung-taek (2001), Silmido de Kang Woo-suk (2003) y Taegukgi de Kang Je-gyu (2004). De hecho, tanto Silmido como Taegukgi fueron vistas por diez millones de personas en el país, aproximadamente una cuarta parte de toda la población de Corea del Sur.
Las películas surcoreanas comenzaron a atraer atención internacional significativa en el nuevo milenio, debido en parte al cineasta Park Chan-wook, cuya película Oldboy (2003) ganó el Gran Premio en el Festival de Cine de Cannes de 2004 y fue elogiada por directores estadounidenses como Quentin Tarantino y Spike Lee, el cual dirigió un remake en 2013.
The Host (2006) y Snowpiercer (2013), ambas del cineasta Bong Joon-ho, se encuentran entre las películas más taquilleras de todos los tiempos en Corea del Sur y fueron elogiadas por los críticos de cine extranjeros. Train to Busan (2016) de Yeon Sang-ho se convirtió en la segunda película más taquillera de Hong Kong en 2016 y tuvo números significativos en su país.
En 2019, Parásitos de Bong Joon-ho se convirtió en la primera película de Corea del Sur en ganar la prestigiosa Palma de Oro en el Festival de Cannes. En la 92.ª edición de los Premios Óscar, la obra de Bong se convirtió en la primera película surcoreana en recibir algún tipo de reconocimiento en dicho evento, recibiendo seis nominaciones y ganando en las categorías de mejor película, mejor director, mejor largometraje internacional y al mejor guion original.

## Cinequeery LGBT
El cine queer y las representaciones de personajes LGBT en la industria cinematográfica surcoreana existen desde su origen, a pesar de la percepción pública de que el país en gran medida está en contra de este movimiento. La definición del término cine queer ha sido objeto de debate por parte de los críticos debido a la dificultad para definirlo. Queer tiene sus raíces en el idioma inglés y aunque sus orígenes tenían una connotación negativa, la reivindicación del término comenzó en la década de 1980 en los Estados Unidos y ha llegado a abarcar sexualidades no heteronormativas incluso fuera del país norteamericano. Por lo tanto, es probable que el cine queer en Corea del Sur abarque representaciones de sexualidades no heteronormativas. En este sentido, los críticos del cine surcoreano han utilizado indistintamente los términos LGBT y queer. Si bien las características que constituyen una película como LGBTQ pueden ser subjetivas debido a la definición de queer así como a lo explícita o implícita que es la representación LGBTQ, hay una serie de filmes que han sido considerados como tales en el cine del país asiático.
Según Pil Ho Kim, el queer coreano puede clasificarse en tres categorías diferentes en cuanto a la visibilidad y a la recepción del público. Se encuentra la edad invisible (1945-1997), en la que este tipo de producciones recibieron una atención limitada, así como representaciones discretas debido a las presiones de la sociedad; la edad del camuflaje (1998-2004), caracterizada por una esfera política y social más liberal que alentó a los cineastas a aumentar la producción de películas LGBT y a experimentar más con sus representaciones abiertas, pero aun así permaneciendo contenidos, y por último la edad del blockbuster (2005-presente), en la que las películas de esta temática comenzaron a entrar en la corriente principal tras el empuje contra la censura del cine independiente.
Aunque el cine coreano gay ha sido representado principalmente a través de películas independientes y cortometrajes, existe un impulso para la inclusión de la representación LGBT/queer en el cine comercial. Puntos de inflexión incluyen el desmantelamiento del Comité de Ética de las Artes Escénicas de Corea, mucho más estricto, y la aparición del Consejo Coreano para la Promoción de las Artes Escénicas y del Festival de Cine y Vídeo Queer de Seúl en 1998. El Festival de Cine Queer de Corea, que forma parte del Festival de Cultura Queer, también ha impulsado la visibilidad de las películas coreanas de este género.

## Películas más taquilleras
El Consejo del Cine Coreano ha publicado datos de taquilla de las películas surcoreanas desde el año 2004. Se enumeran a continuación las diez películas con mejores números de taquilla a marzo de 2020:
1. The Admiral: Roaring Currents (2014)
2. Extreme Job (2019)
3. Along with the Gods: The Two Worlds (2017)
4. Oda a mi padre (2014)
5. Veteran (2015)
6. The Thieves (2012)
7. Miracle in Cell No.7 (2013)
8. Assassination (2015)
9. Masquerade (2012)
10. The King and the Clown (2005)